# تشيستر آدامز
تشيستر آدامز (بالإنجليزية: Chester Adams)‏ هو لاعب كرة قدم أمريكية أمريكي، ولد في 6 فبراير 1985 في لوفرن في الولايات المتحدة.

## وصلات خارجية
- تشيستر آدامز على موقع مرجع كرة القدم المحترفة.كوم (الإنجليزية)